# Filipe Ferreira de Araújo e Castro

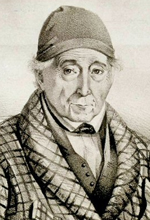
Filipe Ferreira de Araújo e Castro

Filipe Ferreira de Araújo e Castro (Lisboa, 5 de dezembro de 1771 — 16 de julho de 1849) foi ministro do reino em Portugal, depois de Inácio da Costa Quintela, entre 8 de outubro de 1821 e 1 de junho de 1823.
Com a promulgação da Carta Constitucional por D. Pedro IV, Araújo e Castro é mencionado como um dos representantes da facção moderada liberal que apoiava o Conde do Lavradio, D. Francisco de Almeida Portugal e de Sobral, tal como Luís da Silva Mouzinho de Albuquerque, Mouzinho da Silveira e o conde de Vila Real.
Entre outras, traduziu as seguintes obras adoptadas nas escolas:

- História de Simão de Mântua ou o mercador de feiras, obra a que a Sociedade de Instrução Elementar estabelecida em Paris, conferiu o premio destinado por um anónimo para o livro que apparecesse mais conveniente á instrução moral e civil dos moradores da cidade e do campo. Trasladada da lingua franceza por Filipe Pereira de Araújo e Castro do original de Laurent de Jussieu (obra aprovada para escolas do ensino primário portuguesas e com várias edições entre 1830 e 1883);
- André, ou a pedra de toque', obra coroada por diversas Academias, adoptada para o uso das escolas públicas em diferentes países. Tradução Felippe Ferreira d'Araújo e Castro do original de Sophie Ulliac Trémadeure (Lisboa: Typ. Rollandiana, 1849).